# Raphael Mechoulam
Raphael Mechoulam (in ebraico רפאל משולם‎?; Sofia, 5 novembre 1930 – Gerusalemme, 9 marzo 2023) è stato un biologo e chimico israeliano, famoso per i suoi studi sul Δ9-tetraidrocannabinolo, il maggiore principio attivo della cannabis, da lui scoperto e sintetizzato nel 1964, e sul sistema endocannabinoide.

## Biografia
Nato a Sofia, in Bulgaria, nel 1930, si trasferì nel 1949 insieme alla sua famiglia in Israele, dove si laureò in chimica. Dopo il dottorato trascorse un periodo di perfezionamento alla Rockefeller University. Rientrato in Israele divenne membro dell'Istituto Weizmann, dove assurse alla notorietà in seguito all'isolamento e alla sintesi, nel 1964, del Δ9-tetraidrocannabinolo, il maggiore principio attivo della cannabis.
Successivamente, divenuto professore di chimica alla Università Ebraica di Gerusalemme, contribuì, con il suo gruppo di ricerca, alla individuazione del cannabidiolo (CBD), del cannabigerolo (CBG) e di numerosi altri composti presenti nella cannabis. Sempre al suo gruppo di ricerca si deve l'isolamento, nel 1992, dell'endocannabinoide anandamide e, qualche anno più tardi, del 2-arachidonoilglicerolo (2-AG).
Nel 1999 l'International Cannabinoid Research Society istituì in suo onore il "Raphael Mechoulam Annual Award in Cannabinoid Research".
Mechoulam morì a Gerusalemme il 9 marzo 2023, all'età di 92 anni.

## Opere
- Marijuana, Chemistry, Pharmacology, Metabolism and Clinical  Effects. Academic Press, New York, 1973.
- Cannabinoids as Therapeutic Agents. CRC Press, FL. 1986.
- Trends in Medicinal Chemistry. S. Sarel, R. Mechoulam, I. Agranat (eds). Blackwell Publ. Oxford, 1991.
- Cannabinoids as Therapeutics. Birkhauser, Basel, 2005.